# Vrabély Armand
Vrabély Ármánd (Újszőny (Komárom megye), 1864. november 11. – Budapest, 1939. szeptember 25.) bölcseleti doktor, magyar királyi honvédelmi miniszteri segédtitkár.

## Élete
Dr. Vrabely Ármánd postaigazgató irodafőnök és Mundi Erzsébet gyermekeként született Újszőnyben. Középiskoláit Budapesten a piaristáknál, jogi tanulmányait az ottani egyetemen végezte. 1887-ben a honvédelmi minisztériumba lépett és ott előbb fogalmazó, majd segédtitkár lett, egészen 1923-ig dolgozott itt. 1891. augusztus 22-én a budapest-belvárosi római katolikus plébánián feleségül vette az akkor 17 éves Pausz Olgát, Pausz Antal minisztériumi hivatalnok és Forstinger Teréz lányát. A Fővárosi Lapok munkatársa volt. A mi legdrágább kincsünk c. darabját bemutatta az Uránia Színház. Elhunyt 1939. szeptember 25-én, örök nyugalomra helyezték 1939. szeptember 27-én a Fiumei úti sírkertben a római katolikus egyház szertartása szerint.

## Munkái
1. Kaczagtató történetek. Bpest, 1902. Két kiadás. (Második ezer.)
2. Vigabbnál vigabb históriák. Bpest, 1908. (Második ezer. Bpest, 1909)
3. Csudriházi és bodrifalvi Csurdribudri Muki úrfi kópéságai. (Kaczagtató történetek az ifjúság számára). Bpest, 1910
4. Jókedv. Humoreszkek, víg jelenetek; May Ny., Bp., 1910